# Чандрагупта II
Чандрагу́пта II (правив близько 380–415 роках) — один з наймогутніших правителів в історії Індії, син Самудрагупти і онук Чандрагупти I. При ньому держава Гуптів досягла максимуму своєї території. В історію увійшов з прізвиськом «Вікрамадітья», що означає «син доблесті».. На згадку про нього в Матхурі була споруджена знаменита колона з чистого заліза без домішок. Під час правління Чандрагупти ІІ імперія досягла свого апогею, розквітало мистецтво, архітектура, скульптура.

## Згадки в літературі
Про Чандрагупту II залишилось мало особистих даних, найдетальніше мова про нього йде у фольклорі і оповідній літературі народів Індії, де він носить ім'я Вікрамадітья, що означає «Сонце доблесті», а також імена Вішамашіла, Трівікрамасена. Тут він зображується як легендарний цар, що уособлював ідеального правителя, втілення мудрості, справедливості, доблесті. Вікрамадітья пов'язаний з містом Удджайіні, двір його прикрашений так званими «Дев'ятьма коштовностями»: лікар Дханвантара, подвижник Кшапанака, поети Шанк і Веталабхатта, лексикограф Амарасінха, поет і драматург Калідаса, астроном Варахаміхіра, поет Гхатакарпара, граматист і поет Вараручі, кожен з яких по-своєму пов'язаний з царем. Багатство народної традиції про Вікрамадітью було широко використано поетами і прозаїками, що викорстовували процес циклізації, в ході якого склалися народні книги, такі як «Тридцять дві розповіді царського трону» і «Двадцять п'ять розповідей ветали». Героїчні епопеї, особливо «Океан сказань» Сомадеви (11 століття), містять своєрідний феодальний епос про Вікрамадітью, побудований за принципом «обрамленої повісті», яка насичена різножанровими оповідями, що по-своєму ілюструють діяння правителя.

## Діяльність
За переказами, Чандрагупта не мав наслідувати престол і ріс в тіні кволого старшого брата Рамагупти. Організувавши його вбивство, він успадкував від батька величезні володіння на півночі Індії та взявся за розширення їх меж військовими і мирними способами. День коронації Чандрагупти став початком відліку календаря Вікрам-самват, в Непалі він досі відзначається як Новий рік.
Протягом 20 років (приблизно з 388 по 409 рік) Чандрагупта підкорює землі Західних кшатрапів (залишки індо-скіфської присутності на субконтиненті), а саме — Саураштру, Гуджарат, Малаві та Удджайн.
Південніше цих земель починалися володіння династії Вакатаків. Чандрагупта віддав у дружини тамтешньому махараджі свою дочку Прабхаваті. Овдовівши, Прабхаваті управляла державою від імені малолітніх синів і уважно прислухалась до порад батька.
Правління Чандрагупти ознаменувалось небувалим розквітом наук і мистецтв. При його дворі в Айодх'ї перебували драматург Калідаса і астроном Варахаміхіра. Саме в цей час створюються грандіозні архітектурні ансамблі в місті Паталіпутрі.
Сам будучи індуїстом, Чандрагупта терпимо ставився до інших релігій Індії — джайнізму і буддизму. Він карбував срібну монету з титулом «Вікрамадітья», який став загальним позначенням мудрого правителя в індійському фольклорі.
Китайський чернець Фа Сянь, що подорожував Індією в 405–411 роках, схвально описує внутрішній устрій держави Гуптів, який не знав смертної кари.